# Футбол в Австрии
Футбол в Австрии является наиболее распространенным и широко популярным видом спорта. Австрийский футбольный союз, основанный в 1904 году, с момента своего образования является постоянным членом ФИФА. Несмотря на значительное внимание, уделяемое данному виду спорта, австрийская национальная футбольная команда достигла небольших успехов в международных турнирах.
Впервые сборная Австрии приняла участие в Чемпионате Европы по футболу в 2008 году в качестве со-хозяйки турнира, вместе со Швейцарией, что освободило их от прохождения отборочного турнира. Несмотря на это, национальная команда не смогла преодолеть групповой этап и завершила свое выступление на этой стадии. В отборочном турнире Чемпионата Европы 2016 года Австрия сумела квалифицироваться на свой второй европейский турнир. Команда заняла последнее место в своей группе и не смогла преодолеть групповой этап турнира.
Австрийская сборная продемонстрировала некоторый успех на Чемпионатах мира. В частности, в 1934 году Австрия заняла четвёртое место на турнире, а в 1954 году достигла третьего места. Эти достижения отражают значительные усилия и качество игры австрийских футболистов в эти периоды.
В 1978 году сборная Австрии продемонстрировала выдающуюся игру, в результате которой они смогли пройти первый раунд группового этапа, благодаря победе над сборной Испании. После двух поражений в матчах второго раунда группового этапа, они уже выбыли из борьбы за медали досрочно и ни на что не претендовали. Однако, в последней встрече против сборной ФРГ, которая была действующим чемпионом мира, австрийские футболисты сенсационно выиграли 3:2, что впоследствии в истории спорта Австрии будет называться как «Кордовское чудо» (нем. Wunder von Córdoba). Эта победа стала первой победой Австрии над любой сборной Германии (Западной, Восточной или объединённой) за последние 47 лет.

## Соревнования

### Система лиг
Наивысшим футбольным дивизионом в Австрии является «Бундеслига», который определяет чемпионов страны. Второй общенациональной лигой является «Вторая лига», а также имеется Региональная лига, состоящая из трех частей: Восток, Центр и Запад, которая является третьим полупрофессиональным уровнем.
В сезоне 2019/20 футбольные ассоциации Тироля и Форарльберга приняли решение о внесении изменений в систему, поскольку транспортные расходы для команд в региональной лиге Западной части стали непомерно высокими. В результате проведенной реформы, западная региональная лига, была заменена на «Элитную лигу». Эта лига включает команды из «Региональной лиги Зальцбурга», «Региональной лиги Тироля» и «Элитной лиги Форарльберга», каждая из них состоящая из 12 команд. Две лучшие команды из этих трех региональных лиг соревнуются в плей-офф Элитной лиги за право перейти во «Вторую лигу». Оставшиеся десять команд продолжают соревноваться в своих регионах, борясь за сохранение своего места в лиге.
Каждая из трех региональных лиг включает в себя три национальные ассоциации, каждая из которых организует национальную лигу четвёртого уровня.
| Уровень | Соревнование                       | Соревнование                        | Соревнование                       | Соревнование                      | Соревнование                         | Соревнование                      | Соревнование               | Соревнование              | Соревнование                    |
| I       | Бундеслига 12 клубов               | Бундеслига 12 клубов                | Бундеслига 12 клубов               | Бундеслига 12 клубов              | Бундеслига 12 клубов                 | Бундеслига 12 клубов              | Бундеслига 12 клубов       | Бундеслига 12 клубов      | Бундеслига 12 клубов            |
| I       | ↓ 1 клуб                           |                                     |                                    |                                   |                                      |                                   |                            |                           |                                 |
| II      | ↑ 1 клуб                           | ↑ 1 клуб                            | ↑ 1 клуб                           | ↑ 1 клуб                          | ↑ 1 клуб                             | ↑ 1 клуб                          | ↑ 1 клуб                   | ↑ 1 клуб                  | ↑ 1 клуб                        |
| II      | Вторая лига 16 клубов              |                                     |                                    |                                   |                                      |                                   |                            |                           |                                 |
| II      | ↓ 3 клуба                          |                                     |                                    |                                   |                                      |                                   |                            |                           |                                 |
| III     | ↑ 1 клуб                           | ↑ 1 клуб                            | ↑ 1 клуб                           | ↑ 1 клуб                          | ↑ 1 клуб                             | ↑ 1 клуб                          | ↑ 1 клуб                   | ↑ 1 клуб                  | ↑ 1 клуб                        |
| III     | Региональная лига Восток 16 клубов | Региональная лига Восток 16 клубов  | Региональная лига Восток 16 клубов | Региональная лига Центр 16 клубов | Региональная лига Центр 16 клубов    | Региональная лига Центр 16 клубов | ЭЛ Форарльберг 12 клубов   | РЛ Тироль 12 клубов       | РЛ Зальцбург 12 клубов          |
| III     | ↓ 3 клуба                          | ↓ 3 клуба                           | ↓ 3 клуба                          | ↓ 3 клуба                         | ↓ 3 клуба                            | ↓ 3 клуба                         | ↓ 2 клуба                  | ↓ 2 клуба                 | ↓ 2 клуба                       |
| IV      | ↑ 1 клуб                           | ↑ 1 клуб                            | ↑ 1 клуб                           | ↑ 1 клуб                          | ↑ 1 клуб                             | ↑ 1 клуб                          | ↑ 2 клуб                   | ↑ 2 клуб                  | ↑ 2 клуб                        |
| IV      | Венская городская лига 16 клубов   | Ландеслига Нижней Австрии 16 клубов | Ландеслига Бургенланда 16 клубов   | Ландеслига Штирии 16 клубов       | Ландеслига Верхней Австрии 14 клубов | Ландеслига Каринтии 16 клубов     | Форарльберг лига 14 клубов | Тирольская лига 16 клубов | Ландеслига Зальцбурга 16 клубов |

## Мужской футбол
«Фёрст» является старейшей футбольной командой в Австрии, основанной 22 августа 1894 года, и имеет впечатляющую историю достижений. В 1943 году они стали чемпионами Кубка Германии и завоевали шесть титулов чемпионов австрийской лиги. «Рапид» является наиболее успешной командой в стране, с 32 чемпионскими титулами на своем счету. Они также одержали победу в чемпионате Германии и дважды стали финалистами Кубка обладателей кубков УЕФА."Аустрия" (Вена) также имеет внушительные достижения, они были финалистами Кубка обладателей кубков в 1978 году. «Ред Булл» (Зальцбург) сумел достичь финала Кубка УЕФА в 1994 году.

### Национальная команда
Мужская сборная Австрии в различных возрастных категориях контролируется Австрийским футбольным союзом.
Свой первый официальный матч австрийская национальная команда провела 12 октября 1902 года в Вене против сборной Венгрии. В этой встрече австрийцы одержали уверенную победу со счетом 5:0. Данный матч стал первым поединком между двумя европейскими командами.
Сборная Австрии сумела пройти квалификацию на семь чемпионатов мира и на три чемпионата Европы. Одним из самых выдающихся достижений команды стало третье место на чемпионате мира 1954 года, а также четвёртое место 1934 году. Они также получили серебряную медаль на Олимпийских играх 1936 года в Берлине.
В 1930-х годах в составе австрийской команды, известной как «Вундертим» (нем. Wunderteam — Чудо-команда), играли такие игроки, как Матиас Синделар, Йозеф Бицан и Йоханн Хорват. «Вундертим» провела 14 матчей без поражений с 9 апреля 1931 года по 7 декабря 1932 года, в этот же период они выиграли Кубок Центральной Европы. В период с 1931 по 1934 год команда имела впечатляющую серию, сыграв 36 матчей из них 22 выиграла, забив 110 голов и заняла 4-е место на чемпионате мира в 1934 году.
Марко Арнаутович, сыгравший за сборную Австрии в 106 матчах, является игроком чаще всего выходившим на поле в футболке сборной. В 2022 году он побил рекорд Андреаса Херцога, который сыграл 103 матча.
Тони Польстер, в свою очередь, является лучшим бомбардиром в истории австрийской сборной. Он забил 44 гола в 95 матчах.

## Женский футбол
До 1982 года женский футбольный чемпионат в Австрии организовывался Венским футбольным союзом. Однако, после этого года его управление было передано Австрийскому футбольному союзу. Национальный чемпионат включает два основных дивизиона — Женскую Бундеслигу (10 команд) и Вторую женскую лигу (12 команд).
В 2000-х годах команда «Нойленгбах» доминировала в лиге, выигрывая чемпионский титул двенадцать лет подряд (с 2003 по 2014 год). Однако начиная с сезона 2014/15, команда Санкт-Пёльтен стала новой доминирующей силой, завоевав семь подряд чемпионских титулов.

### Национальная команда

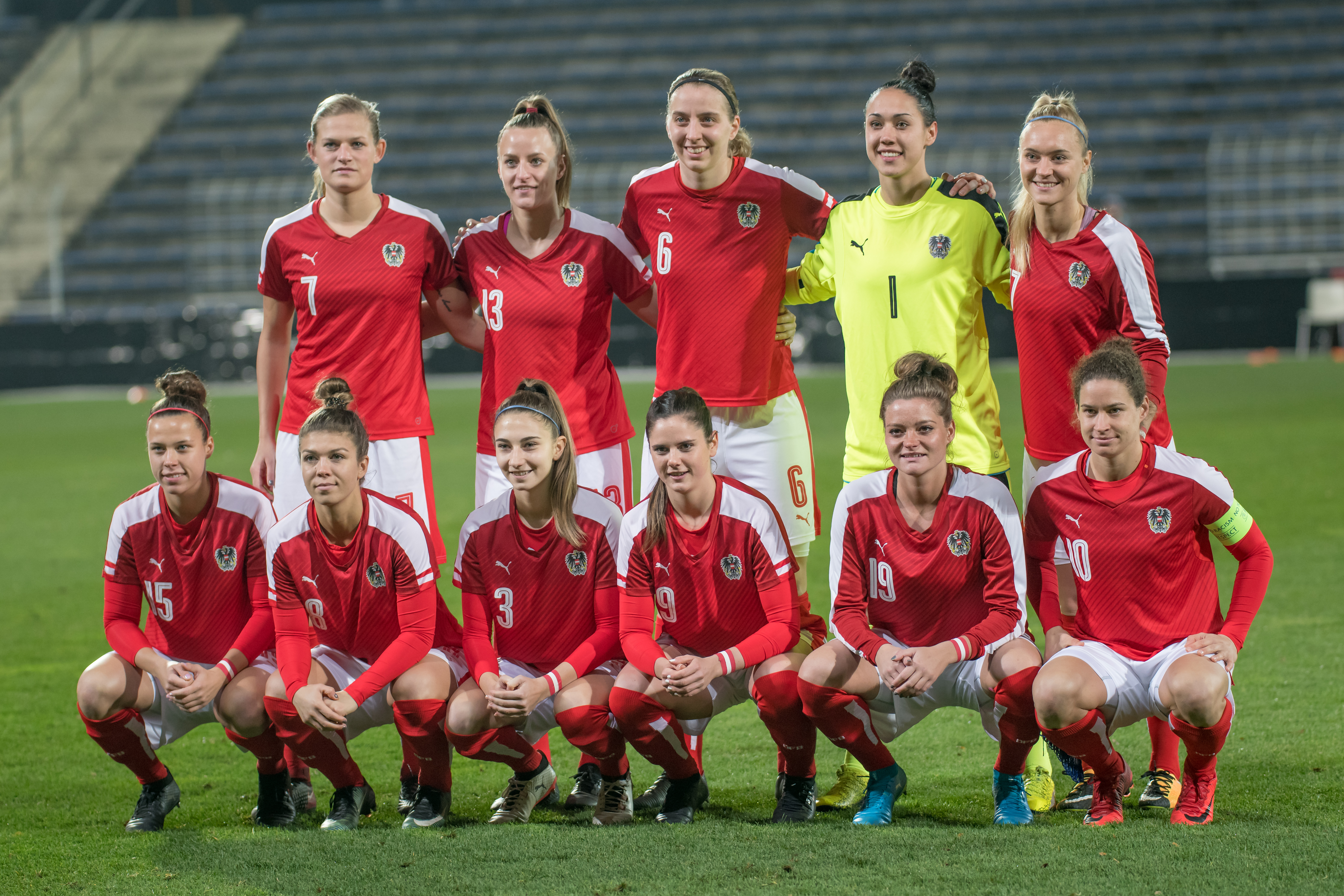
Женская сборная Австрии в ноябре 2017 года.

9 июля 1970 года, женская сборная Австрии сыграла свой первый матч, в неофициальном чемпионате мира проходившем в Италии. Встретившись с сборной Мексики, команда потерпела поражение со счетом 9:0.
На 2023 год, сборная Австрии не принимала участие в официальных чемпионатах мира по футболу среди женщин.
Однако в 2016 году команда смогла успешно пройти отборочный этап на первый крупный турнир в своей истории — Чемпионат Европы 2017 среди женщин, где они дошли до полуфинала. На Чемпионате Европы 2022 года в Англии, команда дошла до 1/4 финала.

## Стадионы
Австрия имеет несколько крупных футбольных стадионов, включающих:
| #*                   | Фото | Стадион          | Вместимость | Клуб                     | Город      |
| -------------------- | ---- | ---------------- | ----------- | ------------------------ | ---------- |
| 1                    |      | Эрнст Хаппель    | 50,000      | Сборная Австрии, Аустрия | Вена       |
| 2                    |      | Вёртерзе-Штадион | 32,000      | Аустрия (Клагенфурт)     | Клагенфурт |
| 3                    |      | Ред Булл Арена   | 30,188      | Ред Булл (Зальцбург)     | Зальцбург  |
| 4                    |      | Альянц           | 28,000      | Рапид                    | Вена       |
| *Это неполный список |      |                  |             |                          |            |